# James Richmond (Fußballspieler)
James Tassie Richmond  (* 22. März 1858 in Anderston, Glasgow; † 13. Januar 1898 in Glasgow) war ein schottischer Fußballspieler.

## Karriere

### Verein
James Richmond wurde im Jahr 1858 in Anderston einem Dorf, das 1846 in die Stadt Glasgow eingegliedert wurde geboren. Richmond spielte zunächst für den FC Clydesdale aus dem Süden Glasgows, bevor er 1877 zum FC Queen’s Park wechselte. Mit dem Verein gewann er in den Jahren 1880 und 1882 den schottischen Pokal. Er beendete seine Laufbahn 24-jährig um sich auf seinen Beruf als Buchhalter zu konzentrieren.
Er starb 1898 im Alter von 39 Jahren an einer Meningitis und wurde auf dem Friedhof Glasgow Necropolis beerdigt.

### Nationalmannschaft
James Richmond kam zwischen 1877 und 1882 dreimal für die schottische Nationalmannschaft zum Einsatz und erzielte dabei ein Tor. Er debütierte für die „Bravehearts“ am 3. März 1877 bei einem 3:1-Auswärtssieg gegen England im Kennington Oval von London. Dabei gelang ihm das Tor zur zwischenzeitlichen 2:0-Führung.

## Erfolge
mit dem FC Queen’s Park
- Schottischer Pokalsieger (2): 1880, 1882
- Sieger des Glasgow Merchants Charity Cup (2): 1880, 1881